# Szpital Wszystkich Świętych w Wieluniu

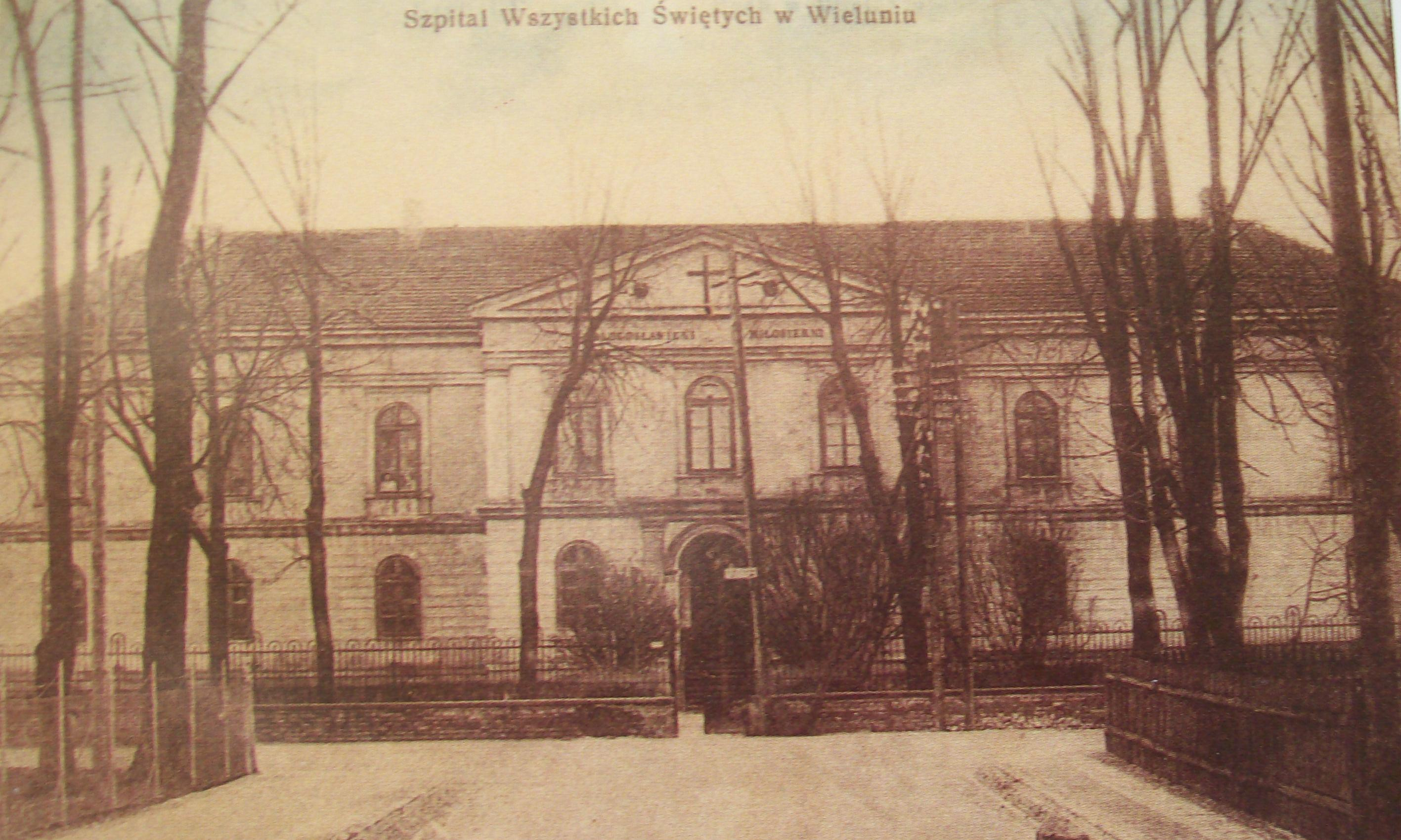
Szpital Wszystkich Świętych w Wieluniu

Szpital Wszystkich Świętych w Wieluniu – szpital pod wezwaniem Wszystkich Świętych, który znajdował się przy obecnej ul. Piłsudskiego w Wieluniu, zniszczony podczas II wojny światowej.

## Historia
Kompleks szpitalny składał się z budynku głównego, w którym mieścił się oddział chirurgiczny i Internistyczny – był to jednopiętrowy, murowany budynek zaprojektowany przez Henryka Marconiego – oraz z sąsiednich, parterowych budynków, w których mieściły się oddziały położniczo-ginekologiczny oraz zakaźny. Dyrektorem Szpitala od 1 maja 1935 roku był dr nauk medycznych Zygmunt Patryn.
Szpital został zniszczony podczas bombardowania  przez lotnictwo niemieckie 1 września 1939 roku o godzinie 4.40.  Po wojnie na miejscu zbombardowanego szpitala wybudowano Szkołę Podstawową nr 4, II Liceum Ogólnokształcące oraz Kolegium Nauczycielskie. Tablica pamiątkowa wmurowana w ścianę szkoły przypomina o zdarzeniach z 1 września 1939 r.